# Jennerstown
Jennerstown és una població dels Estats Units a l'estat de Pennsilvània. Segons el cens del 2000 tenia 714 habitants.

## Demografia
Segons el cens del 2000, Jennerstown tenia 714 habitants, 302 habitatges, i 212 famílies. La densitat de població era de 142,8 habitants per quilòmetre quadrat.
Dels 302 habitatges en un 25,8% hi vivien nens de menys de 18 anys, en un 58,9% hi vivien parelles casades, en un 6,6% dones solteres, i en un 29,8% no eren unitats familiars. En el 27,2% dels habitatges hi vivien persones soles el 13,9% de les quals corresponia a persones de 65 anys o més que vivien soles. El nombre mitjà de persones vivint en cada habitatge era de 2,3 i el nombre mitjà de persones que vivien en cada família era de 2,77.
Per edats la població es repartia de la següent manera: un 19,2% tenia menys de 18 anys, un 5,5% entre 18 i 24, un 27,9% entre 25 i 44, un 27,7% de 45 a 60 i un 19,7% 65 anys o més.
L'edat mediana era de 44 anys. Per cada 100 dones de 18 o més anys hi havia 94,3 homes.
La renda mediana per habitatge era de 39.886 $ i la renda mediana per família de 46.111 $. Els homes tenien una renda mediana de 28.750 $ mentre que les dones 22.273 $. La renda per capita de la població era de 19.540 $. Entorn del 4,2% de les famílies i el 5,3% de la població estaven per davall del llindar de pobresa.

## Poblacions més properes
El següent diagrama mostra les poblacions més properes.